# Bardolino (Wein)

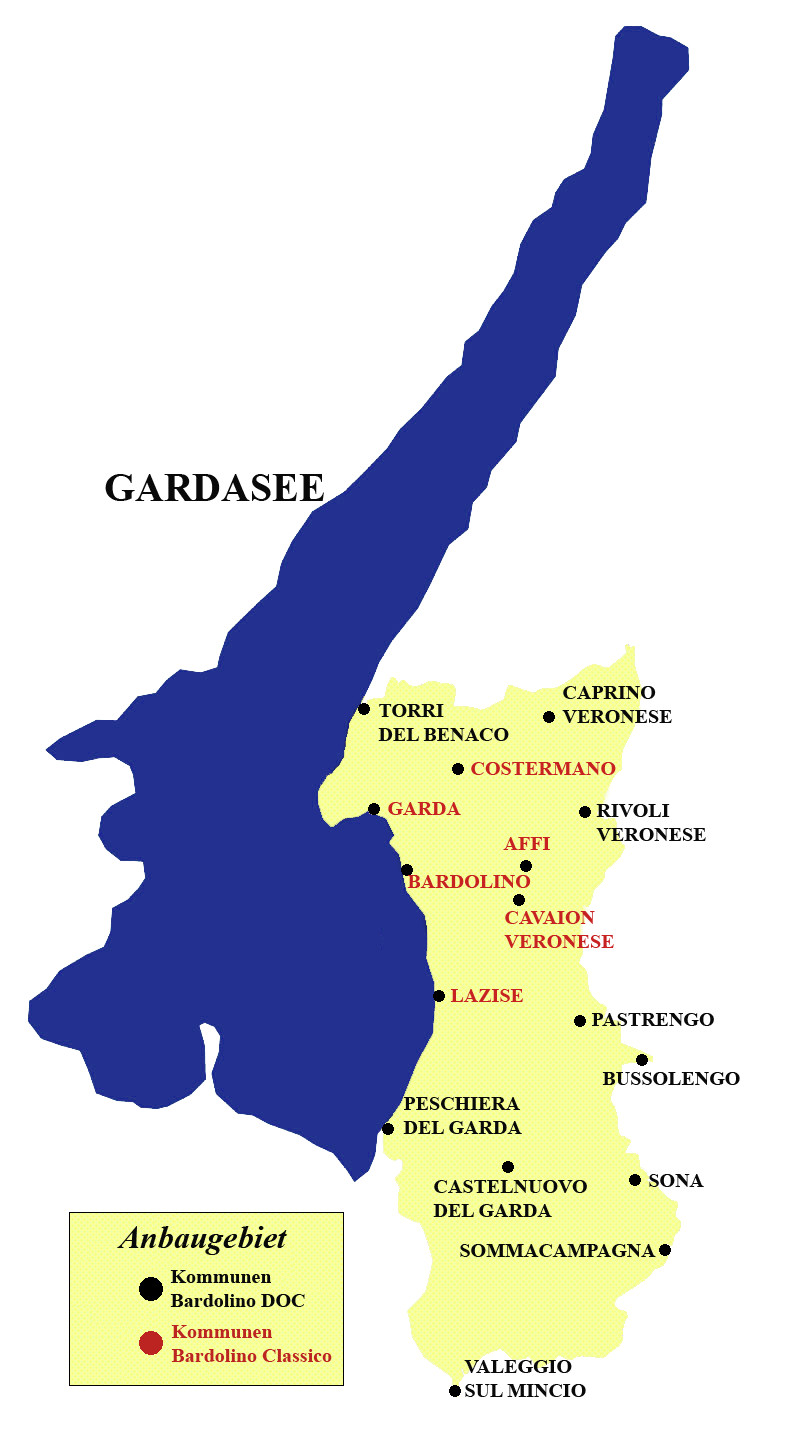
Das Anbaugebiet des Bardolino

Bardolino ist ein italienisches Weinbaugebiet, benannt nach dem gleichnamigen Ort im Südosten des Gardasees, das zur Region Venetien gehört. Es werden die Qualitätsstufen DOC und DOCG produziert. Die DOC-Stufe trägt die Denomination seit dem Jahr 1968, die am 7. März 2014 aktualisiert wurde. Beim DOCG-Wein sind die Anforderungen an Alkoholgehalt, Ertrag je Hektar und Vinifizierung schärfer. Der Bardolino DOCG trägt die Bezeichnung Superiore.

## Anbau
Die Erzeugungszone für DOC-Weine umfasst die Ortschaften Bardolino, Garda, Lazise, Affi, Costermano, Cavaion, Torri del Benaco, Caprino, Rivoli Veronese, Pastrengo, Bussolengo, Sona, Sommacampagna, Castelnuovo, Peschiera, Valeggio. Weine, die im Kerngebiet zwischen den Gemeinden Bardolino, Lazise, Affi, Garda, Costermano und Cavaion angebaut, gekeltert und abgefüllt wurden, dürfen die Bezeichnung „Bardolino classico“ führen.
Der DOCG-Wein (Bardolino Superiore) darf in Bardolino, Garda, Lazise, Affi, Costermano, Cavaion, Torri del Benaco, Caprino, Rivoli Veronese, Pastrengo, Bussolengo, Sona, Sommacampagna, Castelnuovo, Peschiera und Valeggio angebaut, gekeltert und abgefüllt werden.

## Erzeugung
Folgende Weine werden für die DOC-Denomination hergestellt:
- Rotweine: „Bardolino“, „Bardolino Classico“, „Bardolino Novello“ und „Bardolino Classico Novello“ (Novello ist die italienische Bezeichnung für einen Jungwein)
- Roséweine: „Bardolino Chiaretto“, „Bardolino Classico Chiaretto“
- Schaumwein: „Bardolino Chiaretto Spumante“

Folgende Weine werden für die DOCG-Denomination hergestellt:
- Rotwein: „Bardolino Superiore“

Für die Herstellung von Bardolino DOC-Wein sind folgende Rebsorten vorgeschrieben:
- Corvina Veronese 35–80 % (höchstens 20 % dürfen durch die ortsübliche Varietät Corvinone ersetzt werden)
- Rondinella 10–40 %
- Molinara bis zu einem Maximum von 15 %
- Maximal 20 % der Gesamtmenge dürfen andere rote Rebsorten sein, die für den Anbau in der Provinz Verona zugelassen sind, mit einer Höchstgrenze von 10 % für einzelne Rebsorten.

Für die Herstellung von Bardolino DOCG-Wein (Superiore) sind folgende Rebsorten vorgeschrieben:
- Corvina Veronese 35–65 % (höchstens 10 % dürfen durch die ortsübliche Varietät Corvinone ersetzt werden)
- Rondinella 10–40 %
- Molinara, Rossignola (Rossetta), Barbera, Sangiovese, Marzemino, Merlot, Cabernet Sauvignon bis zu einem Maximum von 20 %, mit einer Höchstgrenze von 10 % für einzelne Rebsorten.

## Beschreibung
Laut Denomination (Auszug):

### Bardolino und Bardolino Classico
- Farbe: rubinrot, manchmal kirschrot, das sich mit zunehmender Reife in granatrot verwandelt
- Geruch: charakteristisch, weinig
- Geschmack: trocken, fruchtig, harmonisch
- Alkoholgehalt: mindestens 10,5 % Vol.
- Säuregehalt: min 4,5 g/l
- Trockenextrakt: min. 17,0 g/l

### Bardolino Chiaretto und Bardolino Classico Chiaretto
- Farbe: rosa, mit der Tendenz zu granatrot bei Reifung
- Geruch: charakteristisch, fruchtig, zart
- Geschmack: weich, fruchtig, ausgewogen
- Alkoholgehalt: mindestens 10,5 % Vol.
- Säuregehalt: min 5 g/l
- Trockenextrakt: min. 16,0 g/l
- Restzucker: maximal 9 g/l

### Bardolino Chiaretto Spumante
- Perlage: dünn, fein und anhaltend
- Farbe: rosa, mit der Tendenz zu granatrot bei Reifung
- Geruch: charakteristisch, zart
- Geschmack: weich, fruchtig, leicht säuerlich
- Alkoholgehalt: mindestens 11,5 % Vol.
- Säuregehalt: min 5 g/l
- Trockenextrakt: min. 17,0 g/l

### Bardolino Novello und Bardolino Classico Novello
- Farbe: leichtes rubinrot
- Geruch: charakteristisch, intensiv fruchtig
- Geschmack: trocken, weich, fruchtig, leicht säuerlich frisch, manchmal leicht prickelnd
- Alkoholgehalt: mindestens 11,0 % Vol.
- Säuregehalt: min 5 g/l
- Trockenextrakt: min. 17,0 g/l
- Restzucker: maximal 10 g/l

### Bardolino Superiore
- Farbe: rubinrot, mit zunehmender Reife granatrot[2]
- Geruch: charakteristisch, mit zartem Duft
- Geschmack:trocken, leicht bitter, harmonisch; manchmal mit einem leichten Hauch von Holz
- Alkoholgehalt mindestens 12,0 % Vol.
- Säuregehalt: min 4,5 g/l
- Trockenextrakt: min. 22,0 g/l
- Restzucker: maximal 6 g/l